# Goldbrokat-Krokus
Der Goldbrokat-Krokus (Crocus angustifolius), auch Schmalblättriger Krokus oder Goldlack-Krokus genannt, ist eine Pflanzenart aus der Gattung der Krokusse (Crocus).

## Merkmale
Der Goldbrokat-Krokus ist ein ausdauernder Knollen-Geophyt, der Wuchshöhen von 5 bis 12 Zentimeter erreicht. Die Knollenhülle ist netzfaserig. Die 3 bis 6 Blätter sind 0,5 bis 1,5 Millimeter breit und graugrün. Die Perigonzipfel sind gelb, ihre Außenseite ist deutlich bronzefarben gestreift, gesprenkelt oder überlaufen. Sie messen 17 bis 34 × 6 bis 13 Millimeter und sind zur Blütezeit zurückgezogen.
Die Blütezeit liegt im März, selten beginnt sie schon im Februar.

## Vorkommen
Der Goldbrokat-Krokus kommt auf der Krim, in der Süd-Ukraine und möglicherweise auch im Kaukasus vor. Die Art wächst auf offenen Hängen, in Juniperus-Gebüsch und in lockeren Baumfluren in Höhenlagen von 300 bis 1500 (selten ab 100) Meter.

## Nutzung
Der Goldbrokat-Krokus wird zerstreut als Zierpflanze für Steingärten und Rabatten genutzt. Die Art ist seit ungefähr 1580 in Kultur.

## Belege
- Eckehart J. Jäger, Friedrich Ebel, Peter Hanelt, Gerd K. Müller (Hrsg.): Exkursionsflora von Deutschland. Begründet von Werner Rothmaler. Band 5: Krautige Zier- und Nutzpflanzen. Springer, Spektrum Akademischer Verlag, Berlin/Heidelberg 2008, ISBN 978-3-8274-0918-8.